# Ferketinec
Ferketinec is een plaats in de gemeente Podturen in de Kroatische provincie Međimurje. De plaats telt 223 inwoners (2001).